# Olmedo (Valladolid)
Olmedo és un municipi de la província de Valladolid, a la comunitat autònoma de Castella i Lleó. A la batalla d'Olmedo es van enfrontar els exèrcits de Joan II de Castella i Enric I d'Empúries, que fou derrotat, finalitzant la Guerra dels Infants d'Aragó En aquesta vila va néixer Alfonso Zuazo (1466-1527) que fou un magistrat molt important en els afers del llavors recent descobert Nou Món.
| 1991 | 1996 | 2001 | 2004 | 2007 |
| ---- | ---- | ---- | ---- | ---- |
| 3559 | 3501 | 3435 | 3529 | 3714 |